# Estació del Clot
|  | Aquest article tracta sobre l'estació de Barcelona. Vegeu-ne altres significats a «Estació del Clot (Metrovalència)». |

El Clot és un intercanviador ferroviari entre rodalia i el metro situat al barri homònim del districte de Sant Martí de Barcelona, a la confluència del carrer Aragó i l'Avinguda Meridiana. Està format per les estacions de les línies L1 i L2 del metro de Barcelona, així com l'estació d'Adif, on tenen parada les línies R1, R2 i R2 Nord dels serveis de rodalia de Barcelona i la línia R11 dels serveis regionals, operats per Renfe Operadora.
El 2016, l'estació de Rodalies va registrar l'entrada de 3.515.000 passatgers i la del Metro va registrar-ne 6.245.727.

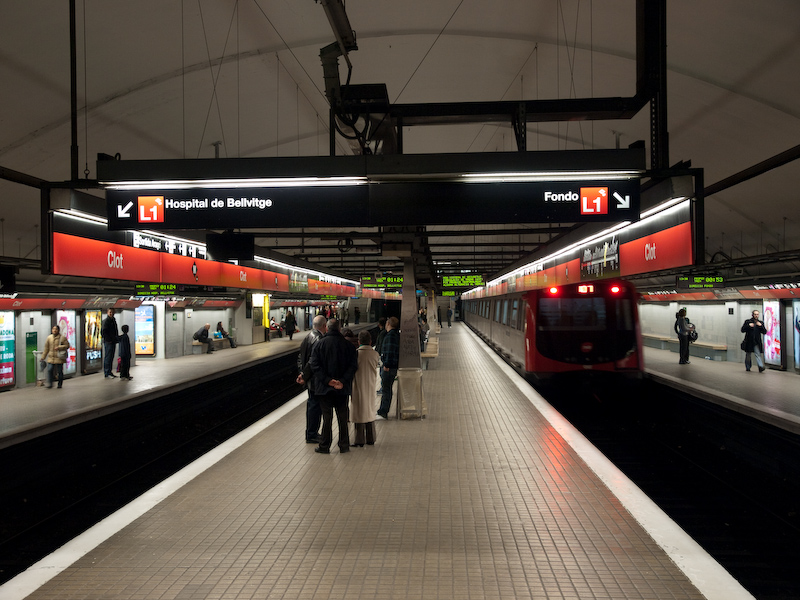
L'estació de metro de la L1

## Història
L'obertura de la línia ferroviària de França entre Barcelona i Granollers el 1854 suposa la construcció d'un baixador al est del Clot per la càrrega i descàrrega de mercaderies. A partir de 1912 es comença a emprar pel servei de passatgers.
El 23 de juny del 1951 es perllongava el Gran Tranversal per l'avinguda Meridiana, en posar-se en funcionament el tram Marina-Clot de la línia L1, perllongada el 6 de maig del 1953 fins a Navas.
El 1970 es connecta la línia de ferrocarril de França amb la línia de Passeig de Gràcia amb un túnel pel carrer Aragó. Els treballs suposa la construcció d'una nova estació estació soterrada al nord del barri, que es posava en funcionament el 21 de juliol del 1972 i que enllaçava amb la L1 del metro. L'antiga estació es reurbanitzaria en un parc. El 1989, amb el desmantellament del ramal de Marina de la línia de Mataró per a alliberar sòl a la costa del Poblenou, i la creació del ramal Besòs, connectant la línia de Mataró amb l'estació de l'Arc de Triomf.
El setembre del 1997 es va posar en servei la línia L2 entre Sagrada Família i la Pau, el que va obligar a la remodelació de la capçalera est per a connectar ambdues línies.
El 2022 es simplifica el nom de l'estació de tren a estació del Clot per fer-la coincidir amb la nomenclatura del metro.

## Serveis ferroviaris
| Metro de Barcelona                         |                             |       |                                    |                                                      |
| Procedència/Destinació                     | <                           | Línia | >                                  | Procedència/Destinació                               |
| Hospital de Bellvitge                      | Glòries                     |       | Navas                              | Fondo                                                |
| Paral·lel                                  | Encants                     |       | Bac de Roda                        | Badalona Pompeu Fabra                                |
| Rodalia de Barcelona                       |                             |       |                                    |                                                      |
| Procedència/Destinació                     | <                           | Línia | >                                  | Procedència/Destinació                               |
| Molins de Rei L'Hospitalet de Llobregat    | Arc de Triomf               |       | Sant Adrià de Besòs                | Mataró Arenys de Mar Calella Blanes Maçanet-Massanes |
| Castelldefels Aeroport Sants               | Passeig de Gràcia           |       | Sant Andreu                        | Granollers Centre Sant Celoni Maçanet-Massanes       |
| Rodalia de Girona                          |                             |       |                                    |                                                      |
| Procedència/Destinació                     | <                           | Línia | >                                  | Procedència/Destinació                               |
| L'Hospitalet de Llobregat                  | Arc de Triomf               |       | Sant Adrià de Besòs                | Figueres Portbou                                     |
| Serveis regionals de Rodalies de Catalunya |                             |       |                                    |                                                      |
| Procedència/Destinació                     | <                           | Línia | >                                  | Procedència/Destinació                               |
| Barcelona-Sants                            | Barcelona-Passeig de Gràcia |       | Barcelona-Sant Andreu Sant Celoni¹ | Girona Figueres Portbou Cervera de la Marenda        |

## Accessos
- Carrer València (enllaç L2)
- Carrer Sibelius
- Enllaç L1 i Rodalies
- Carrer Aragó (enllaç Rodalies)